# Les Goberres
Les Goberres és un paratge del terme municipal d'Isona i Conca Dellà, al Pallars Jussà, en terres de la vila d'Isona.
El lloc és a llevant d'Isona, a migdia del santuari de la Mare de Déu de la Posa i al nord de Llordà, a la dreta de la llau del Sant. És al contrafort sud-occidental del Turó de la Colomera.